# Калдирец
Калдирец (на македонска литературна норма: Калдирец; на албански: Kalldireci) е село в община Студеничани на Северна Македония. Селото се намира в областта Торбешия в северните склонове на Голешница.
Според преброяването от 2002 година селото е без жители.